# Ламджунг
Ламджунг (непальск. लमजुङ जिल्ला прослушатьо файле) — район на севере центральной части Непала, входящий в состав зоны Гандаки, административным центром района является деревня Бесисахар, площадь района 1692 км².

## География

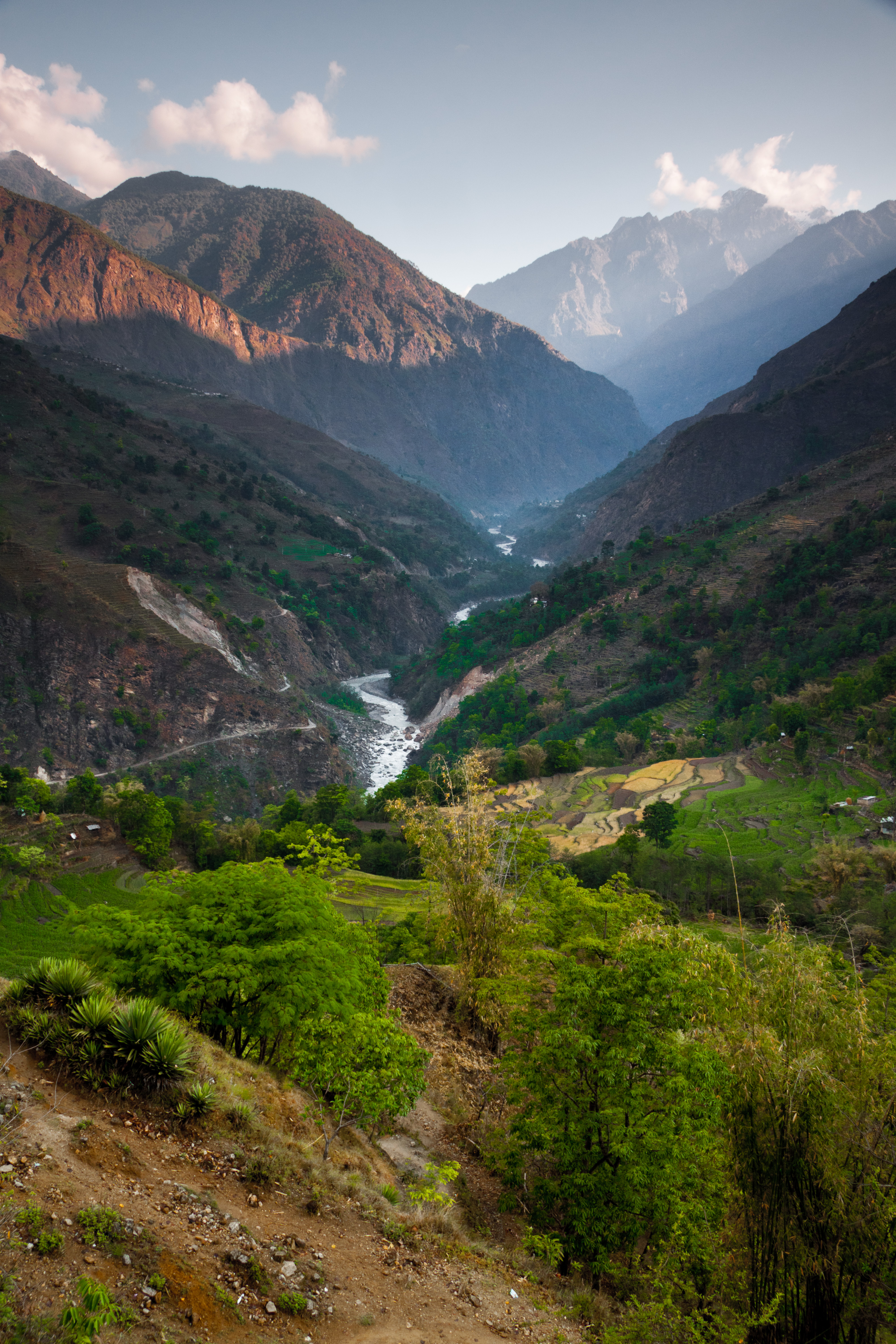
Долина реки Марсъянди в Ламджунге

В районе Ламджунг проживают 177 149 человек (по данным на 2001 год), крупнейшие населённые пункты:
- Бесисахар
- Бахунданда